# Billiard Congress of America

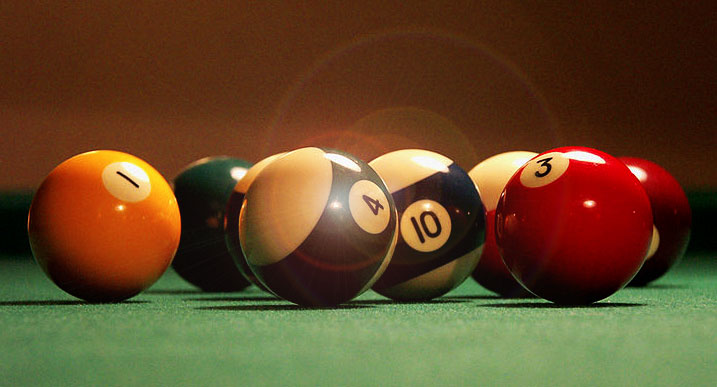
Pool

BCA (Billiard Congress of America) é uma organização sem fins lucrativos, sediada nos Estados Unidos da América e que promove e organiza eventos de Pool. Foi constituída em 1948 com a finalidade de promover o desporto e organizar os jogadores de Pool segundo o seu nível de jogo. Neste momento está sediada em Broomfield, Colorado. É responsável pela publicação e divulgação das regras de Pool elaboradas em consenso com a WPA (World Pool-Billiard Association).
O maior evento organizacional é realizado anualmente no Hotel Riviera, em Las Vegas durante o mês de Maio e reúne jogadores de todo o mundo numa competição amadora, sendo que em paralelo se realiza o Campeonato do Mundo de Pool profissional.